# Saori Arijošiová
Saori Arijošiová (japonsky 有吉 佐織, * 1. listopadu 1987 Saga) je japonská fotbalistka.

## Reprezentační kariéra
Za japonskou reprezentaci v letech 2012 až 2019 odehrála 65 reprezentačních utkání. Byla členkou japonské reprezentace i na Mistrovství světa ve fotbale žen 2015.

## Statistiky
| Japonsko | Japonsko | Japonsko |
| Roky     | Záp.     | Góly     |
| -------- | -------- | -------- |
| 2012     | 5        | 0        |
| 2013     | 8        | 0        |
| 2014     | 17       | 0        |
| 2015     | 12       | 1        |
| 2016     | 7        | 0        |
| 2017     | 0        | 0        |
| 2018     | 14       | 0        |
| 2019     | 2        | 0        |
| Celkem   | 65       | 1        |

## Úspěchy

### Reprezentační
- Mistrovství světa:  2015
- Mistrovství Asie:  2014, 2018